# Gaisheim (Moosbach)
Gaisheim ist ein Gemeindeteil des

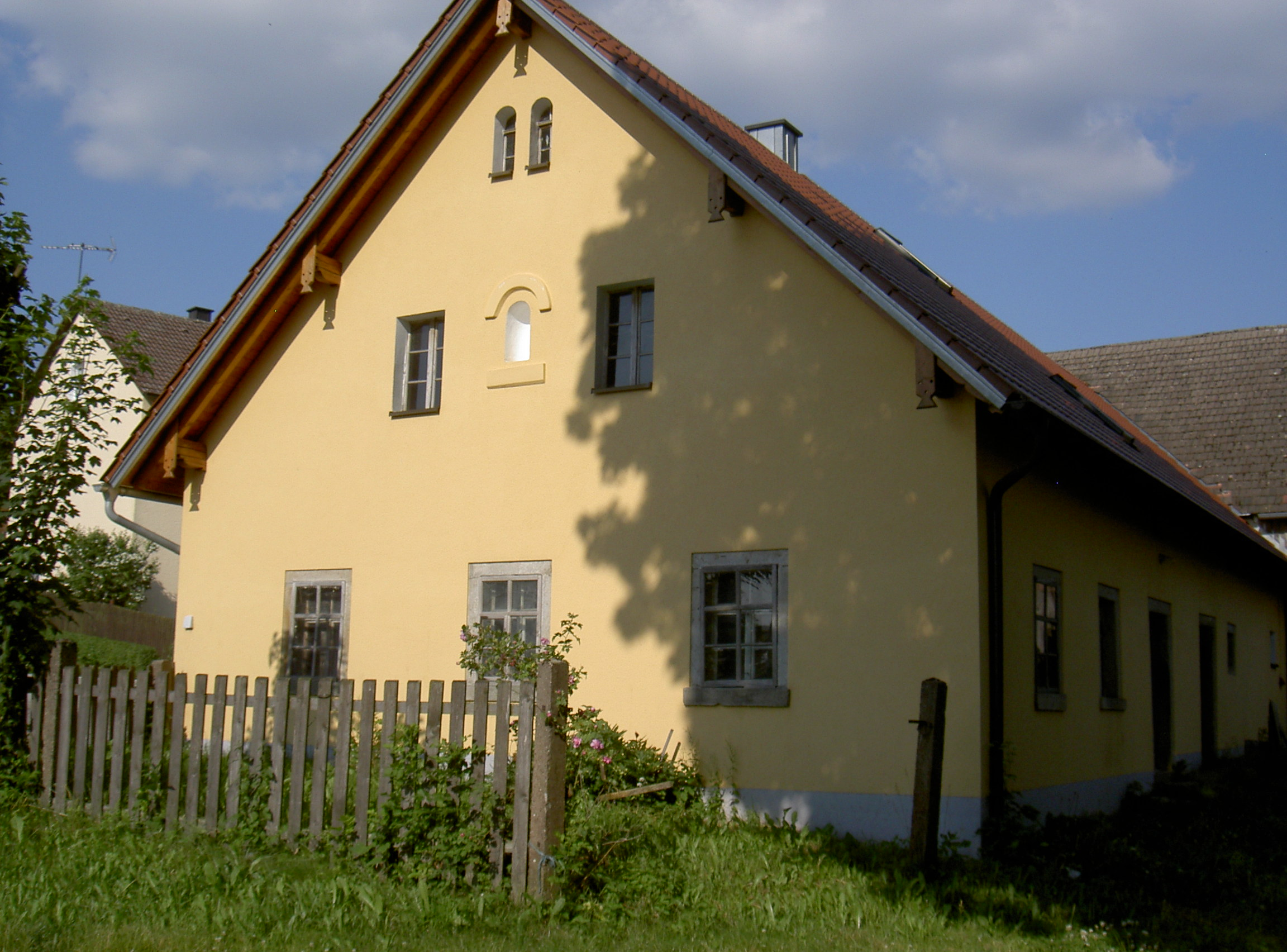
Gaisheim altes Haus

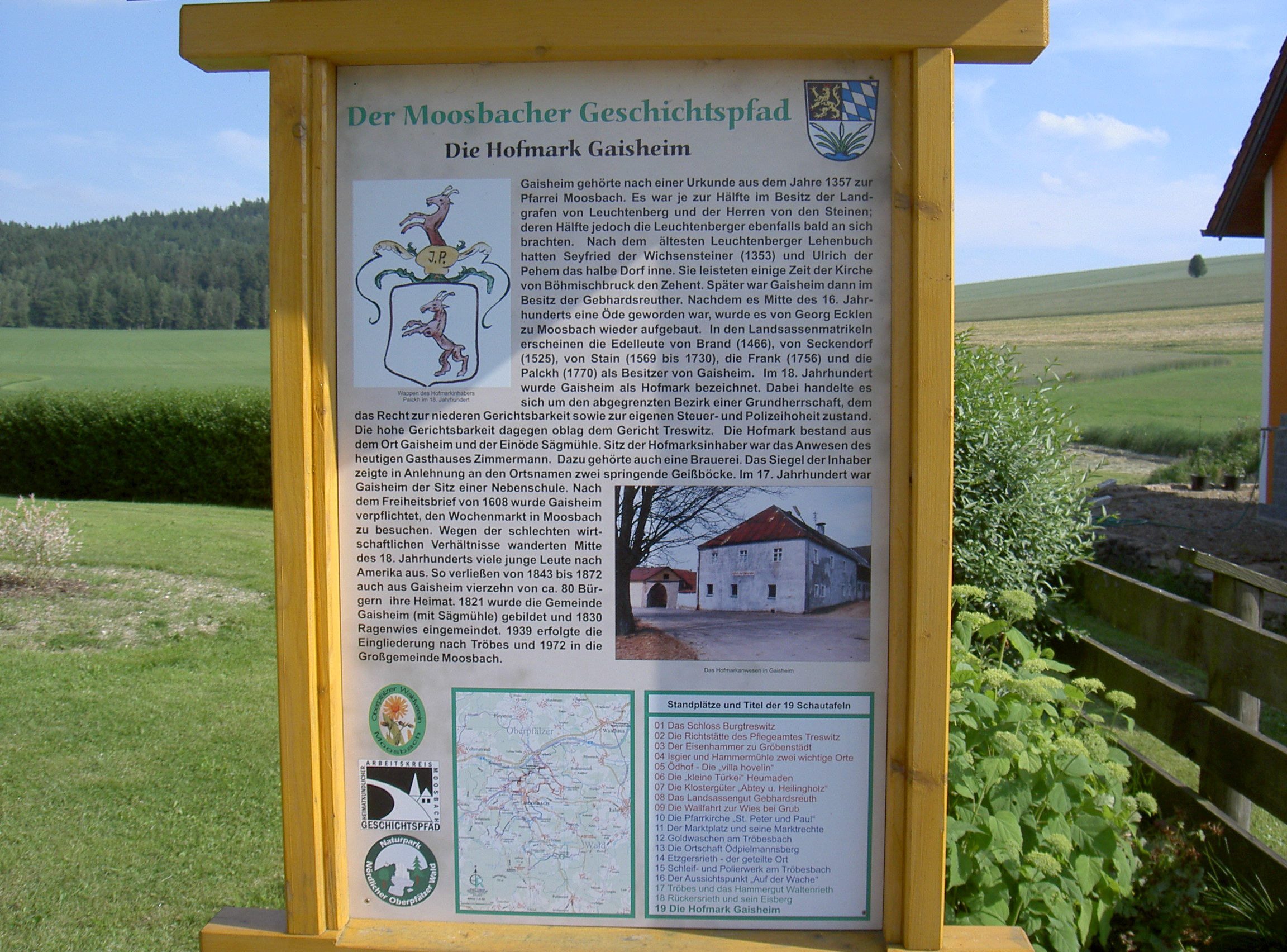
Gaisheim Infotafel

Marktes Moosbach im Oberpfälzer Landkreis Neustadt an der Waldnaab, Bayern.

## Geographische Lage
Das Dorf Gaisheim liegt an der Staatsstraße 2160 auf einer freien Fläche, die von den Hängen des 687 m hohen Bromberges, des 750 m hohen Stangenberges und des 693 m hohen Geisbühls sanft zum nordwestlich gelegenen Tröbes abfällt.

## Geschichte
Die ehemalige Hofmark Gaisheim wurde 1353 erstmals urkundlich erwähnt als leuchtenbergisches Lehen.
Zum Stichtag 23. März 1913 (Osterfest) wurde Gaisheim als Teil der Pfarrei Moosbach mit 21 Häusern und 75 Einwohnern aufgeführt.
Am 31. Dezember 1990 hatte Gaisheim 74 Einwohner und gehörte zur Pfarrei Moosbach.

## Kultur und Sehenswürdigkeiten
Über Gaisheim führen der Glasschleifererweg und der Märchenwanderweg. Im Ort befindet sich ein ehemaliger Edelsitz.

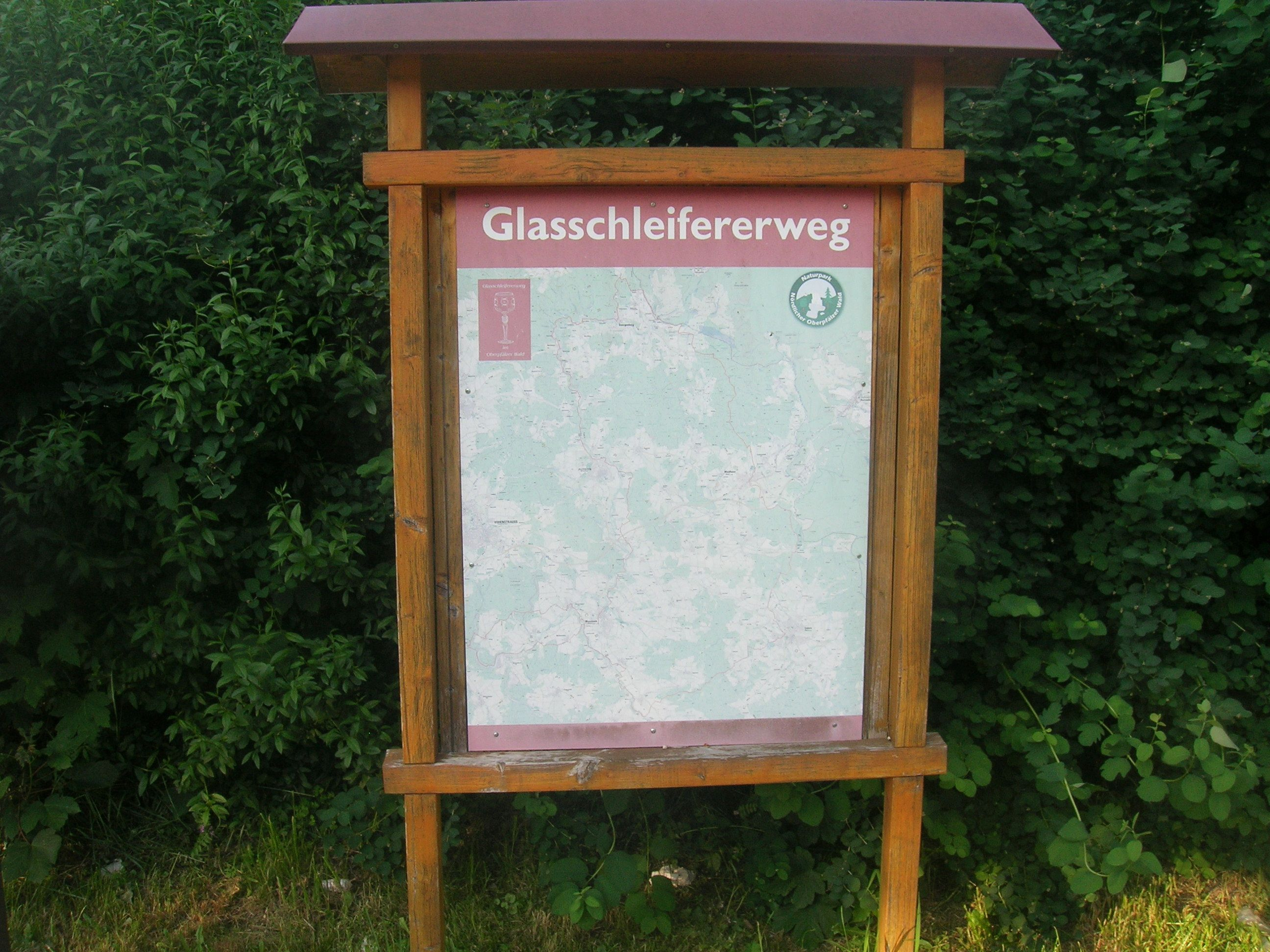
Infotafel Glasschleifererweg

Vom in östlicher Richtung 1 km entfernten Lohhof kommt der
Fränkische Jakobsweg, der mit
einer weißen Muschel auf hellblauem Grund markiert ist.
Nächste Ortschaft am Fränkischen Jakobsweg
ist das 6 km südwestlich von Gaisheim liegende Wildstein.